# Zjdanovdoktrinen
Zjdanovdoktrinen, även kallat zjdanovism, var en doktrin gällande konst och kultur framställd av andresekreteraren i Sovjets kommunistiska parti Andrej Zjdanov 1946. Enligt doktrinen var världen uppdelad i två läger: den imperialistiska, under ledning av USA, och den demokratiska, under ledning av Sovjetunionen. Den blev ganska snabbt en kulturell doktrin om socialistisk realism där konstnärer, författare och intellektuella var tvungna att hålla sig till partilinjen i sina verk. Konstnärer som inte höll sig till detta fick kritikkampanjer riktade mot sig och marginaliserades. Doktrinen behölls till 1952, då den angavs ha olämpliga följder för sovjetisk konst.